# Margo Martindale
Margo Martindale (* 18. července 1951, Jacksonville, Texas, Spojené státy americké) je americká herečka. V roce 2011 získala cenu Emmy a Critics' Choice Television Awards za výkon v seriálu Strážce pořádku. Na cenu Emmy byla nominovaná čtyřikrát v kategorii nejlepší hostující výkon, a to za výkon v seriálu Takoví normální Američané, cenu v roce 2015 až 2016 získala. Mimo to si zahrála vedlejší role ve filmech Hodiny (2002), Million Dollar Baby (2004), Paříži, miluji tě (2006), Neuvěřitelný život rockera Coxe (2007), Hannah Montana (2009), Nádherné bytosti (2013), Svátek matek (2016), Zmenšování (2017), Najednou jsme rodina (2018) a Pekelná kuchyně (2019).
V roce 2004 byla nominovaná na cenu Tony v kategorii nejlepší ženský herecký výkon za výkon ve hře Kočka na rozpálené plechové střeše